# Avanpost (film din 2019)
Avanpost (în rusă Аванпост, transliterat: Avanpost, cunocut în Statele Unite ca The Blackout) este un film rusesc thriller științifico-fantastic din 2019, regizat de Egor Baranov, cu Piotr Fiodorov în rolul principal. Filmul a fost lansat în Federația Rusă la 21 noiembrie 2019 și a avut un buget de 300 de milioane de ruble rusești. A doua parte a filmului a fost programată să fie lansată la 9 mai 2020, dar în schimb s-a decis să fie lansată în primăvara-vara (eventual în toamna) anului 2020 o versiune pentru televiziune cu 5 sau 8 episoade pe TV-3 sau TNT.

## Rezumat

### Prolog
Se declanșează o alarmă la baza militară „Avanpost”, soldații preiau poziții și se pregătesc pentru luptă. Se raportează că un dușman neidentificat se apropie de bază, creaturi mai mari decât oamenii care se deplasează cu o viteză de douăzeci de kilometri pe oră. 

### Cu o lună înainte
Cu 24 de zile înainte de evenimentele din „prolog”, Oleg are o întâlnire romantică cu Alena într-un restaurant, după care cei doi pleacă acasă la Oleg. Dintr-o dată, întreaga lume, cu excepția zonei din jurul Moscovei, o parte din Belarus, Ucraina, Finlanda (zonă care mai târziu se va numi „Cercul vieții”) este cufundată în întuneric. Soarta a milioane de oameni nu este cunoscută. Comunicarea s-a întrerupt cu cea mai mare parte a Pământului și doar un număr mic de oameni din „cercul vieții” supraviețuiesc.  
Oamenii au stabilit o nouă frontieră, au format un perimetru de protecție și au trimis grupuri de recunoaștere dincolo. Și-au dat seama că a existat un atac asupra Pământului, în urma căruia au murit aproape toate ființele vii. Pentru a respinge inamicul misterios, au mobilizat o armată și au fost construite avanposturi în afara perimetrului.
Când părăsește perimetrul pentru efectuarea operațiunilor de recunoaștere într-una din case, un luptător întâlnește o persoană necunoscută care îl pune cu ușurință la podea, îl rănește și fuge cu arma sa. Soldații rămași încearcă să-l împuște, dar reușește să scape. În acest moment, Jura din Moscova s-a întâlnit cu Alena și Jenia, venind în ajutorul lor într-un conflict dintr-un club de noapte. 

### Protecția avanpostului
Acțiunea revine în momentul prologului. Când se apropie un inamic necunoscut, electricitatea este oprită și avanpostul este cufundat în întuneric. Încercând să respingă atacul, se dovedește că doar o turmă uriașă de urși a atacat avanpostul din pădure.  
A doua zi dimineață după ce atacul urșilor a fost respins, nu toți soldații au supraviețuit, iar unii sunt răniți, printre ei se află Oleg, peste al cărui picior a căzut un urs. Medicul lui Alain, care se dovedește a fi Alena, îi oferă o permisie și îi dă un pachet, cerându-i să-i înmâneze unei persoane din Moscova.  
Oleg se întoarce la Moscova, iar a doua zi dimineață Jenia vine la el după pachet. Cu toate acestea, Oleg refuză să-i dea pachetul înainte de a afla ce se află în el. Eugene începe să-l amenințe cu un pistol, dar și Oleg începe să îl amenințe. În acest moment, noul venit Eid ia înfățișarea tatălui lui Oleg și încearcă să-l forțeze să-i dea pachetul lui Jenia, dar Oleg refuză și Eid îi provoacă dureri de cap lui Oleg, astfel încât să poată pleca cu pachetul. Oleg se întoarce în avanpost și începe să o stranguleze pe Alena pentru ca ea să îi spună ce era în pachetul respectiv. Aceasta îi explică că nici ea nu știe nimic și că a fost pur și simplu forțată să fac acest lucru.  
Între timp, în laboratorul secret Jenia și Eid scot brațul tăiat cu virusul din interiorul acelui pachet și își dau seama că este târziu. În acest moment, Eid vine la pacientul Sașa, pe care soldații l-au adus, și îi cere ajutorul, deoarece știe unde se află fratele său Ra, care se află în spatele tuturor acestor lucruri. Patru soldați, conduși de Marina, țintesc cu armele către Eid, dar acesta din urmă, cu ajutorul unor abilități paranormale, îi induce în eroare pe soldații care îndreaptă armele spre Marina și sugerează că explică totul dacă îi salvează viața.  
În timpul interogatoriului, Eid explică că este un extraterestru dintr-un sistem stelar îndepărtat care a dispărut de mult. Ei vor să se mute pe Pământ, deoarece steaua „Soarele” este încă tânără și va trăi suficient de mult, iar Ra se află în spatele tuturor acestor lucruri, deși înainte de aceste evenimente, Eid credea că este singurul de pe Pământ. A sosit pe Pământ cu două sute de mii de ani în urmă, ceea ce înseamnă că, după calculelor sale, nava colonie cu armata lor va ajunge aici mâine. Eid îi spune că oamenii sunt un virus creat de rasa sa pentru a distruge puternica civilizație de pe Pământ care a construit piramidele și orașele subacvatice și care ar fi fost o amenințare reală.
Problema este că Eid nu știe unde se ascunde Ra, care controlează mințile oamenilor obișnuiți din afara „cercului vieții”. (Cercul vieții a apărut deoarece când a fost iradiat Pământul din spațiu, Luna în acea perioadă acoperea Moscova și alte teritorii mici din jurul ei cu umbra sa). Singurul care știe unde să-l găsească pe Ra este Sașa. Eid pătrunde în mintea lui Sașa și află că Ra se află pe acoperișul unui zgârie-nori din Kirov. În acel moment, Ra însuși s-a uitat la Sasha și și-a dat seama că a fost găsit. Eid a decis să-l lase pe Sașa în avanpost, iar Ra a ordonat oamenilor de sub controlul său să lanseze rachete nucleare asupra avanpostului. Cu toate acestea, Eid cu Jenia și restul soldaților, conduși de Maria, rămân în viață, întrucât au părăsit baza. 

### Pierderi
În acest moment, Jura se alătură grupului satelit-9 din avanpost și în mijlocul nopții este descoperit un adolescent fără apărare într-unul dintre apartamente. Cu toate acestea, s-a prefăcut doar că este timid și a luat un cuțitul unuia dintre soldați, ucigându-l.  
O mulțime de oameni sub controlul lui Ra  încep să atace grupul și doar Jura și Olia rămân în viață. Au deturnat una dintre mașinile abandonate și merg înapoi în avanpost. Pe drum, ei se întâlnesc cu soldații supraviețuitori conduși de Marina și maiorul Dovlatov, de la care află că avanpostul a fost distrus printr-o lansare masivă de rachete. Eid explică că dacă Jenia ar fi mers cu ei, Ra i-ar fi omorât pe ei în acest fel, iar avanpostul ar fi fost lăsat în pace. Adunați împreună, se întorc la Kirov, întâlnind o mulțime de oameni sub controlul lui Ra, are loc o luptă lângă și într-un zgârie-nori, ajung pe acoperiș și îl găsesc pe Ra.  
Eid și Ra încep să se lupte, iar Eid îl pune pe Ra la podea, sfârșindu-i pieptul. În ultima clipă, Iura aruncă o grenadă în pieptul lui Ra care moare. Toți oamenii care erau sub controlul lui Ra cad morți la pământ. Doar Iura, Oleg, Marina, Olia, Alena, Eid și Lavrin rămân în viață. Eid explică faptul că acest număr de oameni este suficient pentru a renaște civilizația, deoarece oamenii vor putea să se reproducă și să nască mulți copii noi. Oleg încearcă să-l omoare pe Eid, dar Yura ia apărarea extraterestrului, îl lovește pe Oleg care cade și îl bate în timp ce Olia îl împușcă. Supraviețuitorii nu-l cred pe Eid și încearcă să-l omoare, dar cu ajutorul superputerilor, îi înșală în toate felurile și îi face să se omoare între ei. În ultimul moment, Lavrin îl trădează pe Eid și se aruncă împreună cu el de pe acoperiș, murind cu el în cădere. 

### Invazie
O navă extraterestră imensă coboară din cer, lângă un zgârie-nori și se deschide o trapă. Cu toate acestea, din anumite motive extratereștrii nu ies. Alena, Olia și Oleg decid să intre în nava extraterestră, în timp ce Iura rănit strigă în spatele lor „Vom muri cu toții la fel!”  
Intrând în navă, cei trei descoperă că mii de extratereștrii dorm încă în crio-capsule și nu s-au trezit. Cronometre cu numărătoare inversă pornesc pe criocapsule, iar cele trei personaje principale încep să spargă conductele de alimentare cu oxigen, ucigându-i pe toți cei aflați în capsule, lăsându-i să moară fără oxigen.  
Când ajung să distrugă ultimul tub, își dau seama că acesta furnizează oxigen capsulelor cu copiii extratereștrilor și ei decid să nu distrugă tubul. Cronometrele capsulelor ajung la zero, capsulele se deschid, iar copiii extratereștrilor se târăsc din capsule atunci când văd trei reprezentanți ai planetei Pământ în fața lor. Cei din urmă își aruncă în mod voluntar armele la podea în fața copiilor, pentru a le dovedi că nu le vor face rău.

## Distribuție
- Ksenia Kutepova ca Osmolovkaia
- Svetlana Ivanova ca Olia
- Piotr Fiodorov ca Iura

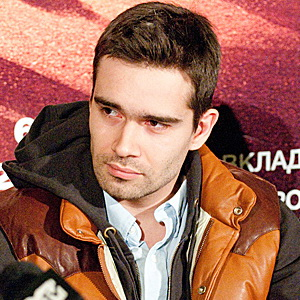
Piotr Fiodorov

- Konstantin Lavronenko ca maior Dolmatov
- Alexei Șadov ca Oleg
- Lukeria Iliașenko
- Filipp Avdeev ca Jenia
- Ilia Volkov ca Ra
- Artiom Țacienko ca Eid
- Sergei Godin ca Lavrin
- Ksenia Kutepova ca Marina
- Anastasia Venkova
- Aleksandr Nedorezov ca Spețnazoveț
- Angelina Strechina - Katia

## Producție
Inițial, filmul a fost conceput ca o serie, dar creatorii au avut doar scenariul primei serii. Când această serie a fost filmată, Egor Baranov a făcut unele modificări. După ce prima serie a fost filmată, a devenit clar că modificările scenariului au modificat ușor intonația și intriga. După aceea, s-a decis ca povestea scenariului să se îndrepte într-o direcție puțin diferită. Baranov susține că filmul său este mai mult anti-război, din moment ce nu a încercat să arate puterea militarilor din film, așa cum apare în filmele Transformers, Top Gun și multe alte filme de la Hollywood. Aproximativ 70% din film a fost produs prin grafică computerizată. 

### Filmare
Conform lui Baranov, au lucrat la realizarea filmului complet timp de aproximativ șase luni - un an. Pe platoul de filmare au fost folosiți soldați adevărați cu cele mai noi echipamente militare, care au acceptat să joace acest film, oferind mici sfaturi și consultanță în scenele la care au participart. În același timp, militarii nu au cauzat vreo modificare scenariului filmului. Filmările au fost finalizate în mai 2019.

## Campanie publicitara
Filmul a fost prezentat de Premier Studios la Comic-Con Russia 2019 împreună cu filmul fantastic Caramora (Карамора) și cu ecranizarea romanului postapocaliptic Metro 2033  planificat să fie lansat la 1 ianuarie 2022.
Avanpost este singurul film din Rusia inclus în programul prestigiosului festival american Cinequest, care combină cinematografia și înalta tehnologie. La 20 august 2019, revista Mir Fantastiki a devenit partener media al acestui film. Pe 23 octombrie 2019, producătorii filmului, împreună cu Premier Studios și cu MY.GAMES au lansat turneul online Warface Special Invitational Season 2: Outpost, care combină lumea  jocului online Warface cu acest film.

## Joc video
La 7 noiembrie 2019, a fost lansat un joc de browser, a cărui caracteristică principală este integrarea cu Google Maps. În fereastra aplicației, utilizatorul poate introduce orice adresă (sau pur și simplu să indice orașul) și să vadă cum se vor schimba străzile sale native în post-apocalipsa care urmează în universul acestui film. De asemenea, în joc vor apărea elemente ale unui joc video shooter, deoarece sarcina principală a jocului va fi curățarea străzilor de extratereștri 

## Recenzii
Filmul a primit recenzii negative din partea criticilor de film. Stanislav Zelvensky a oferit filmului 2,9 stele din 10. Vladislav Shuravin care a scris o recenzie pentru film.ru a oferit filmului 4 stele din 10. Pavel Voronkov, care a scris o recenzie pentru Gazeta.Ru, a spus că filmul este prea sângeros și durata filmului a fost prea lungă.
Sergey Ageev, care a scris o recenzie pentru fatcatslim.ru, a spus că publicul este complet obosit de repetarea nesfârșită a acelorași clișee și a mustrat filmul datorită scenariului său foarte, foarte neclar care mai bine ar fi fost ecranizat ca o serie, nu ca un film. El a lăudat filmul pentru efecte speciale, grafica computerizată și scene sale de acțiune.

## Muzică
Lansată ca parte a coloanei sonore oficiale a filmului, piesa „fine” a fost lansată de muzicianul american Mike Shinoda la 31 octombrie 2019. De asemenea, Shinoda a lansat un videoclip al melodiei „fine” la 3 decembrie, care include scene din film. 

## Lansare
Premiera filmului în Rusia a avut loc la 21 noiembrie 2019, iar la 26 noiembrie în același an a fost anunțat că filmul va fi lansat și în SUA și în alte peste douăzeci de țări.
În prima săptămână de la lansare, filmul a reușit să adune doar aproximativ 100 de milioane de ruble până la sfârșitul weekendului. La sfârșitul lunii noiembrie, până în decembrie, încasările se ridicau la aproximativ 144 de milioane de ruble (la un buget de 300 de milioane de ruble).

## Continuare
Inițial, Avanpost a fost planificat ca o serie cu șase episoade - iar acest lucru este foarte vizibil: acțiunea se desfășoară cu viteză maximă, dar autorii deseori uită de intriga sa. Filmările de 4 ore au fost editate în acest film care are doar 127 minute. A doua parte a filmului a fost programată să fie lansată la 9 mai 2020, dar în schimb s-a decis să fie lansată în primăvara-vara (eventual în toamna) anului 2020 o versiune pentru televiziune cu 5 sau 8 episoade pe TV-3 sau TNT.